# Scientrier
Scientrier ist eine französische Gemeinde im Département Haute-Savoie in der Region Auvergne-Rhône-Alpes.

## Geographie
Scientrier liegt auf rund 450 m, nördlich von La Roche-sur-Foron, etwa 17 Kilometer südöstlich der Stadt Genf (Luftlinie). Das Dorf erstreckt sich inmitten der breiten Talebene der Arve, westlich des Höhenrückens von Faucigny.
Die Fläche des 7,21 km² großen Gemeindegebiets umfasst einen Abschnitt des unteren Arvetals. Die nordöstliche Grenze verläuft entlang der Arve, die hier am Austritt aus den Savoyer Alpen durch ein breites Kiesbett fließt. Weite Teile des Flusslaufs sind naturnah bis natürlich gestaltet und weisen eine charakteristische Uferrandvegetation auf. Von der Arve erstreckt sich das Gemeindeareal westwärts über die Talaue und die breite, leicht ansteigende Talebene. In der Nähe von Crédoz wird mit 490 m die höchste Erhebung von Scientrier erreicht.
Zu Scientrier gehören neben dem eigentlichen Dorf auch mehrere Weilersiedlungen, darunter (von Osten nach Westen): 
- Bossy (455 m)
- Porte (460 m)
- Crédoz (480 m)

Nachbargemeinden von Scientrier sind Nangy und Contamine-sur-Arve im Norden, Arenthon im Süden sowie Pers-Jussy und Reignier-Ésery im Westen.

## Geschichte
Das Gemeindegebiet von Scientrier war bereits in vorgeschichtlicher Zeit und während der Römerzeit besiedelt. Der Ortsname wird erst im frühen 15. Jahrhundert erstmals schriftlich erwähnt.

## Sehenswürdigkeiten
Die Dorfkirche von Scientrier mit einem Zwiebelturm wurde im 19. Jahrhundert errichtet. In der Umgebung des Dorfes befinden sich zwei Schlösser: das Château de Vivier (aus dem 16. Jahrhundert, im 19. Jahrhundert umgebaut) und das Château de Bossy (aus dem 15. Jahrhundert).

## Bevölkerung
| Jahr                       | 1962 | 1968 | 1975 | 1982 | 1990 | 1999 | 2006 |
| Einwohner                  | 334  | 319  | 329  | 403  | 561  | 657  | 929  |
| Quellen: Cassini und INSEE |      |      |      |      |      |      |      |

Mit 1216 Einwohnern (1. Januar 2022) gehört Scientrier zu den kleinen Gemeinden des Département Haute-Savoie. Seit Mitte der 1970er Jahre wurde ein deutliches Bevölkerungswachstum verzeichnet.

## Wirtschaft und Infrastruktur
Scientrier war bis weit ins 20. Jahrhundert hinein ein vorwiegend durch die Landwirtschaft geprägtes Dorf. Heute gibt es verschiedene Betriebe des Klein- und Mittelgewerbes. Nahe der Hauptstraße entstand eine Gewerbezone, in der sich Firmen des Metallbaus, der Holzverarbeitung und des Transportgewerbes niederließen. Viele Erwerbstätige sind auch Wegpendler, die in den größeren Ortschaften der Umgebung, vor allem aber im Raum Genf-Annemasse, ihrer Arbeit nachgehen.
Die Ortschaft liegt abseits der größeren Durchgangsstraßen, ist aber von der Hauptstraße N503, die von Annemasse nach La Roche-sur-Foron führt, leicht erreichbar. Auf dem Gemeindegebiet liegt das Autobahndreieck, an dem die A41 auf die A40 trifft. Der nächste Anschluss an die A40 befindet sich in einer Entfernung von rund 6 km.